# Cacographis osteolalis
Cacographis osteolalis là một loài bướm đêm trong họ Crambidae.